# Агломерация Рио-де-Жанейро (мезорегион)

Агломерация Рио-де-Жанейро на карте.

Агломерация Рио-де-Жанейро (порт. Mesorregião Metropolitana do Rio de Janeiro) — административно-статистический мезорегион в Бразилии, входит в штат Рио-де-Жанейро. Население составляет 12 578 485 человек (на 2010 год). Площадь — 10 255,065 км². Плотность населения — 1226,56 чел./км².

## Демография
Согласно сведениям, собранным в ходе переписи 2010 г. Национальным институтом географии и статистики (IBGE), население мезорегиона составляет:
| Полное население                            | Полное население                            | Полное население                            | Полное население                            | 12 578 485 |
| ------------------------------------------- | ------------------------------------------- | ------------------------------------------- | ------------------------------------------- | ---------- |
| в том числе:                                | Городское население                         | 12 424 829                                  | Процент городского населения, %             | 98,78      |
|                                             | Сельское население                          | 153 656                                     | Процент сельского населения, %              | 1,22       |
|                                             | Мужское население                           | 5 961 137                                   | Процент мужского населения, %               | 47,39      |
|                                             | Женское население                           | 6 617 348                                   | Процент женского населения, %               | 52,61      |
| Плотность населения, чел/км²                | Плотность населения, чел/км²                | Плотность населения, чел/км²                | Плотность населения, чел/км²                | 1226,56    |
| Население мезорегиона в % к населению штата | Население мезорегиона в % к населению штата | Население мезорегиона в % к населению штата | Население мезорегиона в % к населению штата | 78,67      |

## Статистика
- Валовой внутренний продукт на 2003 год составляет 112 847 889 736,00 реалов (данные: Бразильский институт географии и статистики).
- Валовой внутренний продукт на душу населения на 2003 год составляет 9383,10 реалов (данные: Бразильский институт географии и статистики).

## Состав мезорегиона
В мезорегион входят следующие микрорегионы:
1. Серрана
2. Итагуаи
3. Макаку-Касерибу
4. Васорас
5. Рио-де-Жанейро